# Pinacosaurus
 Pinacosaurus  war eine Gattung von Vogelbeckensauriern aus der Gruppe der Ankylosauria. Sie lebte in der Oberkreide in Ostasien.

## Merkmale
Von Pinacosaurus wurden hauptsächlich subadulter Tiere gefunden, die eine Länge von 1,5 Metern hatten. Das Fossilmaterial adulter Tiere ist dürftiger, sie dürften eine Länge von 5 Metern und ein Gewicht von etwa 1900 kg erreicht haben. Pinacosaurus bewegte sich quadruped (auf allen vieren) fort und war verglichen mit anderen Ankylosauridae eher leicht gebaut. Wie bei allen Ankylosauriern war der Rumpf mit einer Panzerung aus Knochenplatten bedeckt, knöcherne Dornenhöcker boten zusätzlichen Schutz. Der Schwanz endete wie bei vielen Ankylosauridae in einer knöchernen Keule, die vermutlich der Feindabwehr diente.

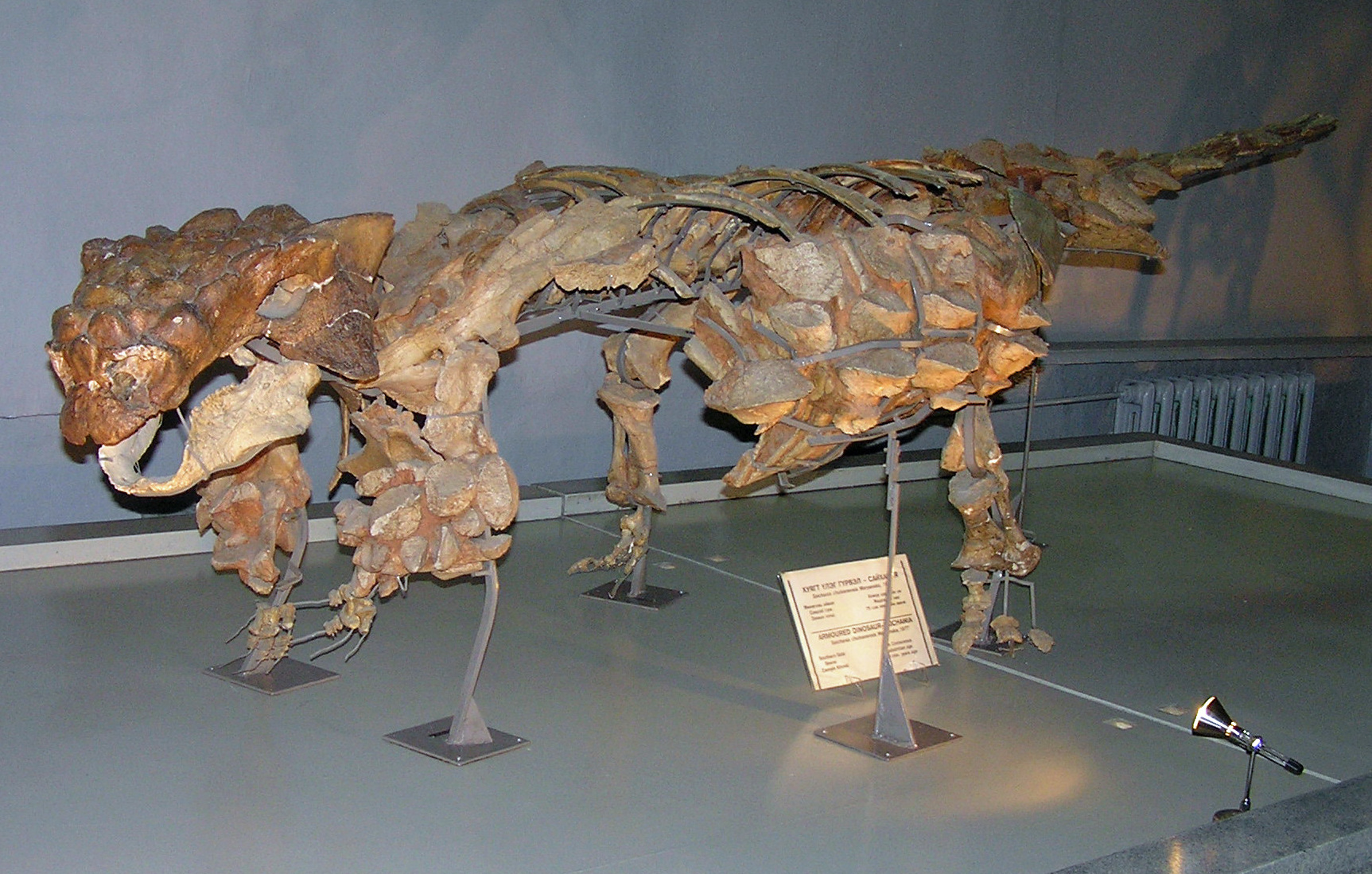
Skelett eines jugendlichen P. grangeri
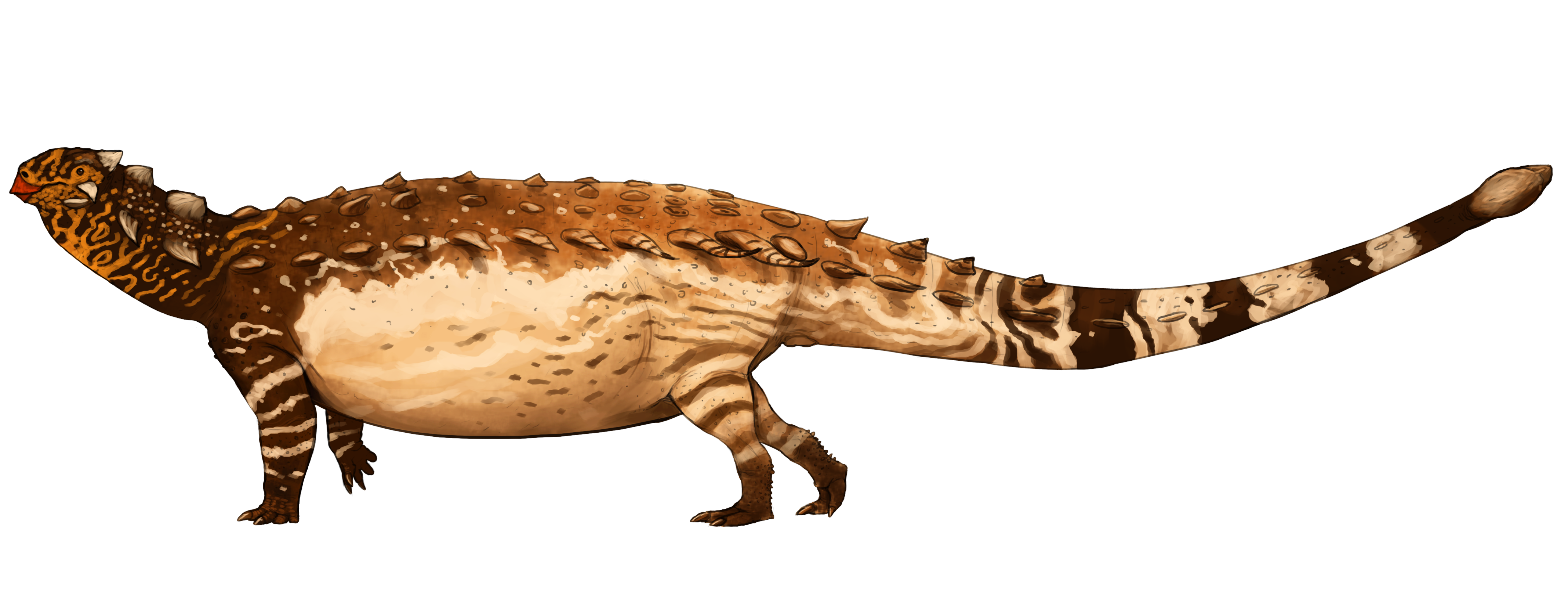
Rekonstruktion P. grangeri

Größenvergleich Pinacosaurus grangeri zum Mensch

Der Schädel (bei adulten Tieren 31 Zentimeter lang) ist vor allem durch die zusätzlichen Öffnungen im Bereich der Nasenlöcher charakterisiert, die sich sonst bei keinem Ankylosaurier finden. Das erste gefundene Exemplar hatte ein Paar zusätzliche Öffnungen, bei später gefundenen Tieren sind auch vier und fünf Paare Öffnungen beschrieben worden. Die genaue Funktion dieser Öffnungen ist umstritten. Die Schnauze endete in einem runden, zahnlosen Hornschnabel. Die Zähne waren wie bei allen Ankylosauriern klein und an eine pflanzliche Nahrung angepasst. Aufgrund des Baus von Kiefer und Zungenknochen wird davon ausgegangen, dass der Saurier sich, anders als die meisten Ankylosaurier, weniger von verholzenden Pflanzen und Laub ernährte. Der Aufbau der Zungenhöhle ähnelt sehr dem mancher moderner Salamander, was ein Aufnehmen von Früchten und Insekten erleichtert. Dies könnte eine Anpassung an seinen natürlichen Lebensraum gewesen sein, welcher ein geringeres Maß an Flora zur Verfügung stellte.

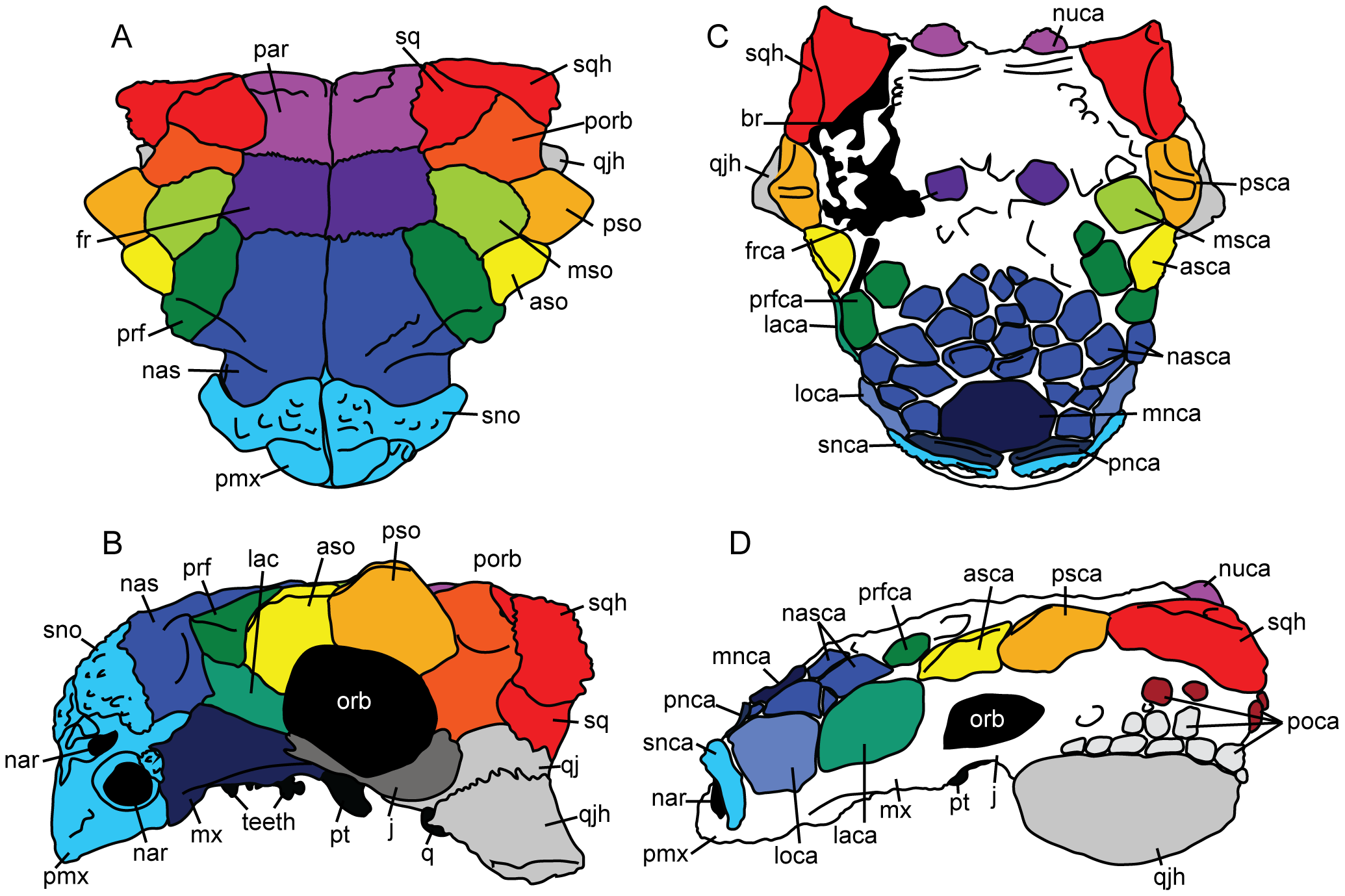
Knochenschema Pinacosaurus grangeri (links) im Vergleich mit Anodontosaurus lambei
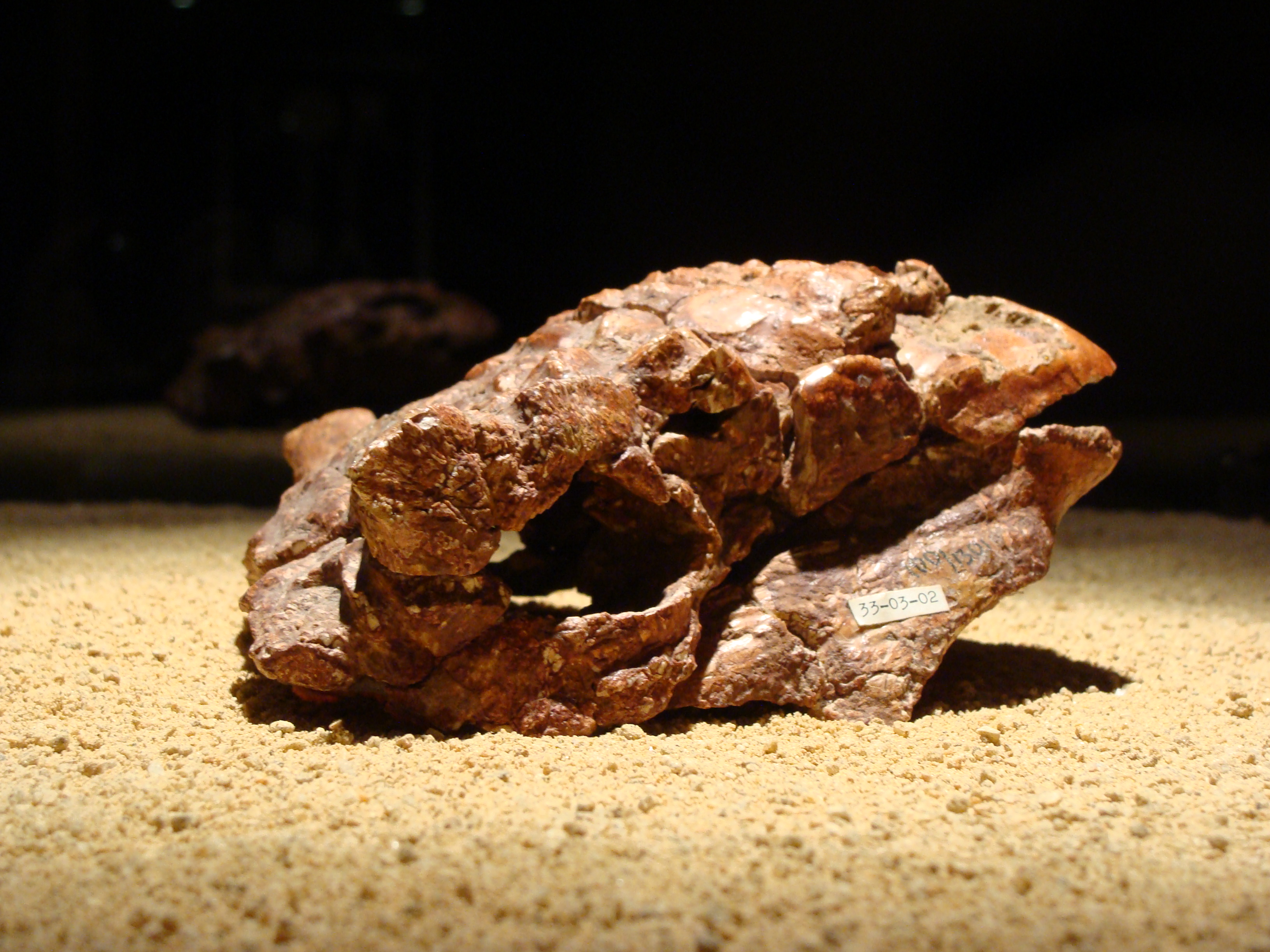
Jugendlicher Schädel P. grangeri
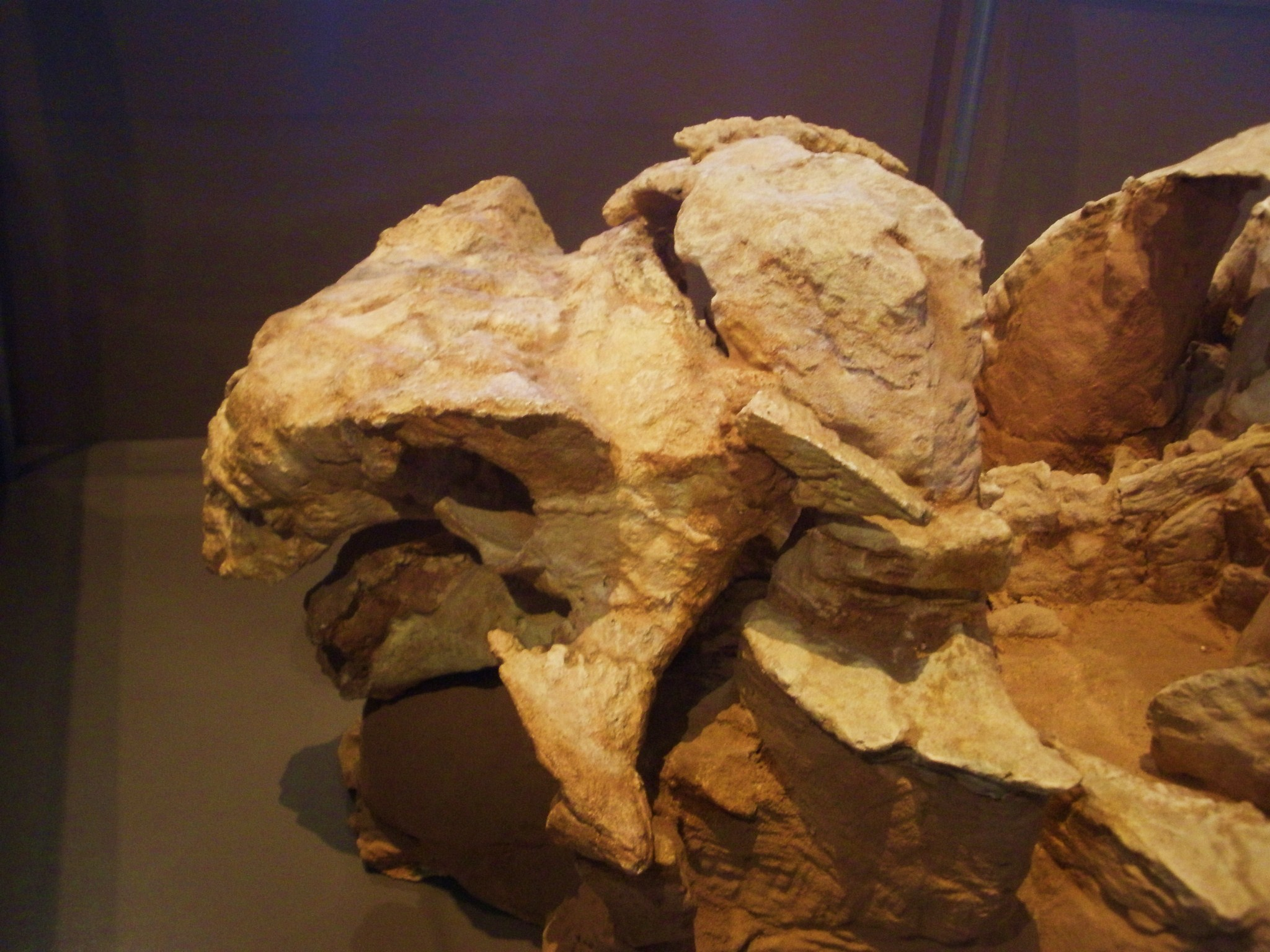
Schädel P. mephistocephalus

Ein 2005 in der Wüste Gobi entdeckter und 2023 identifizierter Knochen konnte Pinacosaurus grangeri zugeordnet werden. Es handelt sich dabei um den ersten erhaltenen Kehlkopfknochen eines Dinosauriers generell. Der Knorpel enthaltende Komplex ähnelt denen von Vögeln, was die Annahme nahelegt, dass besagte Spezies Zwitscherlaute von sich gab.

Animation des Kehlkopfkomplexes
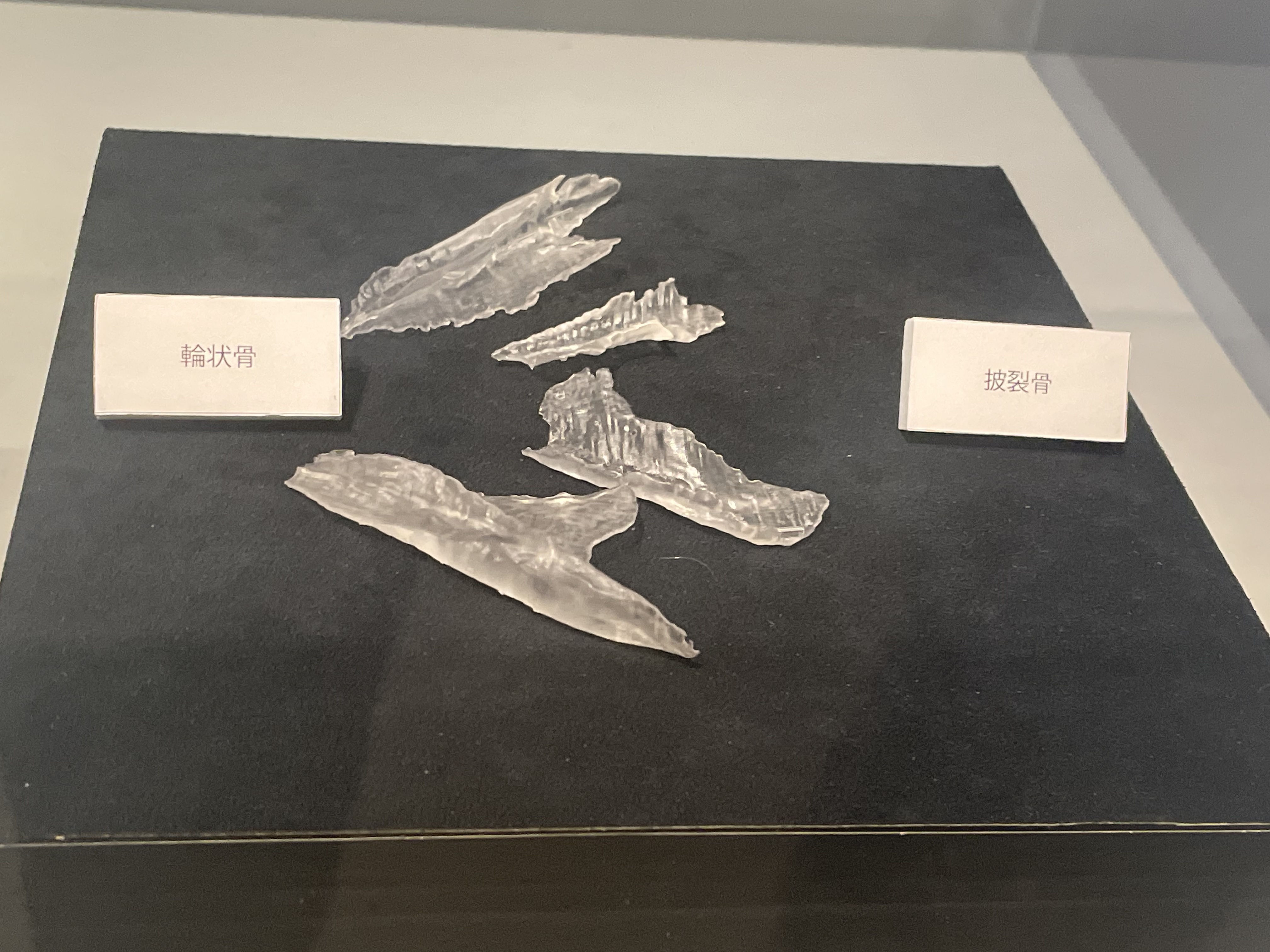
Kehlkopfknochen
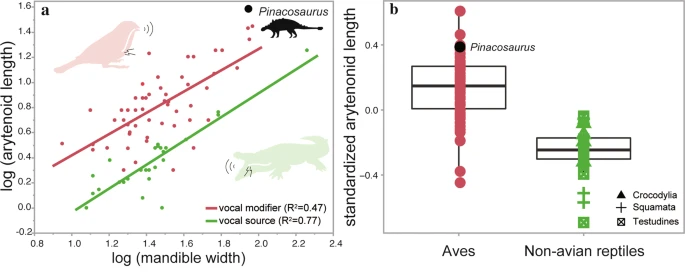
Lautspektrum Pinacosaurus im Vergleich

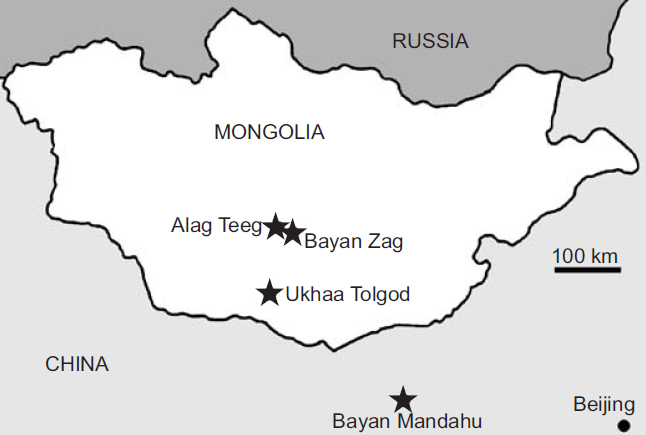
Bisherige Fundorte Pinacosaurus grangeri

## Lebensraum
Gregory S. Paul nach bevölkerte Pinacosarus mit Oasen gespickte Halbwüsten. Die für Ankylosaurier eher schmächtige Form und die kleine Keule sorgte vermutlich für eine erhöhte Agilität, um der Wärme besser zu widerstehen und sich den kleineren Theropoden in diesem Habitat zu erwehren.

## Entdeckung und Benennung
Pinacosaurus gehört zu den Dinosauriern, die in den 1920ern von einer vom American Museum of Natural History initiierten Expedition in der Wüste Gobi entdeckt wurden. Die Erstbeschreibung stammt aus dem Jahr 1933, der Name Pinacosaurus bedeutet „Plankenechse“ (gr. πίναξ, pinax, „plank“), entsprechend der rechteckigen Schädelplatten. Neben den ursprünglichen Funden in der mongolischen Region Ömnö-Gobi-Aimag wurden später auch Funde in den chinesischen Provinzen Innere Mongolei und Shandong gemacht. Typusart ist P. grangeri; in den 1990er-Jahren wurde mit P. mephistocephalus eine zweite Art beschrieben, die sich unter anderem in der Anzahl der neben den Nasenöffnungen befindlichen Löcher unterscheidet. Die Funde werden in die Oberkreide (spätes Santonium bis mittleres Campanium) auf ein Alter von ca. 85 bis 76 Millionen Jahre datiert. Mit mindestens 24, teils fast vollständigen, Skeletten bildet er den vermutlich am besten rekonstruierten Ankylosaurier.

## Systematik
Pinacosaurus wird innerhalb der Ankylosauridae in die Gruppe der Ankylosaurinae gerechnet, wo er zu einer namenlosen Klade asiatischer Gattungen gezählt wird, die außerdem noch Saichania, Talarurus und Tianzhenosaurus umfasst. Nach phylogenetischen Untersuchungen von Vickaryous et al. könnte die Gattung paraphyletisch in Bezug auf Tianzhenosaurus sein, da P. mephistocephalus näher mit diesem als mit P. grangeri verwandt ist.